# NGC 3161
NGC 3161 je galaksija u zviježđu Malom lavu.

## Vanjske poveznice
- SEDS: NGC 3161